# Alessandro Blasetti
Alessandro Blasetti, né le 3 juillet 1900 à Rome et mort le 1er février 1987 dans la même ville, est un réalisateur de cinéma italien.

## Biographie
Né dans une famille à vocation artistique — son père, musicien, jouait du hautbois et du cor anglais alors que son grand-père était sculpteur —, Alessandro Blasetti suivit sa scolarité dans un institut religieux tenu par les pères Somasques. Après un passage à l'école militaire de Rome, il fit, selon les vœux de sa mère, héritière d'une vieille famille d'avocats de la Curie, son Droit à l'université de Rome. Mais, il travaillera d'abord comme employé de banque, avant de se lancer, avec beaucoup plus de passion et de conviction, dans le journalisme. Il devint collaborateur du quotidien L'Impero pour lequel il inaugura, en 1925, la première rubrique cinématographique d'un journal italien. Comme critique, Blasetti se bat pour assurer la "renaissance du cinéma italien". À cet effet, il fonde, en 1926, Lo Schermo, revue de cinéma qui deviendra, deux ans plus tard, Cinematografo. Il crée également Lo Spettacolo d'Italia, autre hebdomadaire cinématographique à plus large diffusion. Avec le soutien financier des lecteurs de Cinematografo, il fonde une coopérative de production, l'Augustus, grâce à laquelle il va pouvoir réaliser des films, et notamment Sole (1929) qui aborde un des thèmes principaux du fascisme : l'assainissement des zones marécageuses. Le militantisme aux côtés du régime mussolinien caractérisera la première période de l'activité d'Alessandro Blasetti. Des productions, comme Vieille garde (Vecchia guardia) (1934), Le Rappel de la terre (Terra madre) (1930) et 1860 (1933), illustrent cet engagement. Dans ces deux derniers films, Blasetti continuera pourtant d'employer le dialecte, alors qu'au nom de l'unité nationale le fascisme le prohibait. Vecchia guardia, consacré aux circonstances de la venue au pouvoir des fascistes, constitue le sommet de l'engagement de Blasetti aux côtés de Mussolini. Toutefois, le film reçut un accueil mitigé de la part des officiels. Déçu, sans doute, mais aussi sujet à une crise de conscience, Blasetti s'éloignera alors de l'actualité et de la politique. Il préférera s'atteler, dans une relative liberté, à la reconstruction du passé historique avec des films comme Ettore Fieramosca (1938), Une aventure de Salvator Rosa (Un'Avventura di Salvator Rosa) (1939) et La Couronne de fer (1941).
Quatre Pas dans les nuages (Quattro passi tra le nuvole) (1942) marque, dans la carrière de Blasetti, un tournant décisif. Certains historiens du cinéma considèrent ce film comme un des points de départ, avec Les Amants diaboliques (Ossessione) de Luchino Visconti et Les enfants nous regardent de Vittorio De Sica, du courant néoréaliste. Mais, après-guerre, Alessandro Blasetti traversera une période plus incertaine. Il ne retrouvera, semble-t-il, une seconde jeunesse qu'avec la réalisation des comédies Dommage que tu sois une canaille (Peccato che sia una canaglia) (1954) et La Chance d'être femme (La fortuna di essere donna), dans lesquels s'imposera le plus grand couple de vedettes du cinéma italien, Sophia Loren et Marcello Mastroianni.
Apte à anticiper l'esprit des temps, toujours soucieux d'être en intelligence avec le public, Blasetti s'orientera, à la fin de sa vie, vers la télévision. Ces préoccupations sont à rapprocher de celles d'un Roberto Rossellini. Toutefois, alors que Rossellini persévérera dans la voie d'un cinéma de fiction, Blasetti choisira, pour sa part, le documentaire.
- « Réalisateur-artisan » plutôt que « réalisateur-artiste », Alessandro Blasetti était souvent comparé aux grands cinéastes hollywoodiens. Innovateur, expérimentateur de métiers et de genres, éclectique en un mot, Alessandro Blasetti ne dédaignait aucun moyen d'expression. Il se décrivait ainsi : " Je suis un professionnel de même qu'un avocat est un avocat, un médecin est un médecin. À un certain moment, le médecin peut faire une grande découverte ou un miracle, mais d'habitude, il soigne une grippe, un typhus, un rhume."[1]

Les critiques de cinéma considèrent qu'Alessandro Blasetti fut, avec Mario Camerini, le seul grand cinéaste de la dure période mussolinienne.

## Témoignages
- Mario Monicelli, cinéaste italien : « C'est Blasetti qui a inventé la comédie à l'italienne, la vraie, avec les films Loren-Mastroianni. »
- Sophia Loren : « Je dois à Blasetti mon premier "vrai" film, mon personnage numéro un (...) Il a fallu Dommage que tu sois une canaille (1954) pour me révéler un "caractère complet"... »
- Marcello Mastroianni : « C'est à Blasetti que je dois mon entrée dans le cinéma... Il voulait que je sois aux côtés de Sophia (Loren) dans Dommage que tu sois une canaille et La Chance d'être femme (1956), deux films qui ont commencé à me faire connaître à l'étranger. »
- Le critique Tullio Kezich écrit : " Qui eut le premier l'idée de les mettre en couple ? Le mérite revient au cinéaste Blasetti, qui les réunit pour Peccato che sia una canaglia, tiré d'une nouvelle d'Alberto Moravia, Il fanatico. (...) Les témoignages sur le film, remontant à juillet 1975 et figurant dans le volume Alessandro Blasetti de Luca Verdone (Éditions Gremese), ne laissent planer aucun doute."
- Le critique François Truffaut écrit :  "Dommage que tu sois une canaille est un film qui s’est fait tout seul. Parti de rien, Blasetti n’est arrivé nulle part (...). Voilà du néoréalisme d’exportation ; on peut s’endormir dix minutes sans perdre le fil de l’histoire puisqu’il n’y en a pas ; c’est bien commode, et s’il se trouve quelques spectateurs pour rire, c’est que – mettez-vous à leur place – il est dur de payer quatre cents francs son fauteuil pour ne pas s’amuser à un film prétendu drôle sur les affiches ! (Arts n°523, 6-12 juillet 1955).

## Point de vue
- Dans son ouvrage consacré à Luchino Visconti, publié aux Éditions Gallimard, Laurence Schifano écrit : "(...) un cinéaste comme Alessandro Blasetti, tout fasciste qu'il ait été, avait dès 1928, par ses films majeurs (Sole, 1860), et par son enseignement à l'École de la cinématographie, suivi lui aussi "la voie de la vérité et de la réalité". Convaincu que les acteurs doivent se frotter à la réalité au lieu de s'enfermer entre les rayonnages des bibliothèques, il emmenait ses élèves en expédition dans les asiles d'aliénés, dans les prisons, dans les morgues pour leur montrer ce que sont de "vrais" fous, de "vrais" détenus, de "vrais" morts. Le tournage en décor réel - les marais pontins de Sole ou la Sicile de 1860 -, le choix d'interprètes et de figurants pris dans la vie réelle, pour exceptionnels qu'ils aient pu être à l'époque des téléphones blancs, n'étaient pas des conceptions complètement absentes du panorama cinématographique italien."

## Le fascisme italien et Alessandro Blasetti
- Dans un ouvrage consacré par Jean A. Gili au cinéma italien sous Mussolini, Alessandro Blasetti s'explique : "J'ai été fasciste jusqu'en 1936, c'est-à-dire jusqu'à la conquête de l'Éthiopie. J'avais cru au fascisme jusque-là et je partageais complètement les paroles de Mussolini : "Nous préférons la guerre chez les autres, nous bonifions les marais pontins et les autres marais, mais si vraiment on veut nous chercher querelle, nous avons aussi les fusils et les canons." Ensuite, je n'ai plus été d'accord quand il a parlé de l'Éthiopie. (...) Mussolini voulait conquérir l'Éthiopie, et c'est tout. (...) tout en me détachant du fascisme, je n'ai jamais joué à l'antifasciste ni ne l'ai professé, je suis devenu afasciste. (...)" (in: Le cinéma italien à l'ombre des faisceaux - (1922-1945), Jean A. Gili, Institut Jean-Vigo)

## Filmographie

### Cinéma
- 1917 : La crociata degli innocenti
- 1929 : Sole
- 1930 : Nerone
- 1931 : Le Rappel de la terre (Terra madre)
- 1931 : Resurrectio
- 1932 : La Table des pauvres (La tavola dei poveri)
- 1932 : Le Palio de Sienne (Palio)
- 1932 : Assisi (court-métrage documentaire de 12')
- 1933 : L'impiegata di papà
- 1933 : Il caso Haller
- 1934 : La Vieille Garde (Vecchia guardia)
- 1934 : 1860
- 1935 : Aldebaran
- 1937 : Contessa di Parma
- 1938 : Caccia alla volpe nella campagna romana (it) (court-métrage documentaire de 20')
- 1938 : Ettore Fieramosca
- 1939 : Retroscena
- 1939 : Une aventure de Salvator Rosa (Un'avventura di Salvator Rosa)
- 1941 : La Couronne de fer (La corona di ferro)
- 1942 : La Farce tragique (La cena delle beffe)
- 1942 : Quatre Pas dans les nuages (Quattro passi tra le nuvole)
- 1945 : Sept femmes, sept destins (Nessuno torna indietro)
- 1946 : Un jour dans la vie (Un giorno nella vita)
- 1947 : Il duomo di Milano (it) (court-métrage documentaire)
- 1947 : La gemma orientale dei papi (it) (court-métrage documentaire)
- 1949 : Fabiola
- 1950 : Ippodromi all'alba (court-métrage)
- 1950 : Sa Majesté monsieur Dupont (Prima comunione)
- 1951 : Quelli che soffrono per voi (court-métrage)
- 1952 : Heureuse Époque (Altri tempi)
- 1952 : Amour et Jalousie (La Fiammata)
- 1953 : Miracolo a Ferrara (it) (court-métrage documentaire de 9')
- 1954 : Quelques pas dans la vie (Tempi nostri)
- 1954 : Dommage que tu sois une canaille (Peccato che sia una canaglia)
- 1956 : La Chance d'être femme (La fortuna di essere donna)
- 1958 : Amour et Commérages (Amore e chiacchiere (Salviamo il panorama))
- 1959 : Nuits d'Europe (Europa di notte)
- 1961 : J'aime, tu aimes (Io amo, tu ami)
- 1962 : Les Quatre Vérités
- 1964 : Le Coq du village (Liolà)
- 1966 : L'Amant fantôme (La ragazza del bersagliere)
- 1966 : Moi, moi, moi et les autres (Io, io, io... e gli altri)
- 1969 : Simon Bolivar (Simón Bolívar)

### Télévision
- 1970 : Napoli 1860 - La fine dei Borboni (it) (TV)